# Bastaardpaardenstaart
De bastaardpaardenstaart	(Equisetum ×litorale, synoniem: Equisetum litorale) is een overblijvende plant, die behoort tot de paardenstaartfamilie (Equisetaceae). Het is een hybride van heermoes (Equisetum arvense) en holpijp (Equisetum fluviatile). De soort hoort thuis in de koudere en gematigde delen van het Noordelijk Halfrond, treedt vaak op als pionier en komt vrij veel voor in Nederland. De soort is heel variabel van uiterlijk en lijkt onder nattere omstandigheden meer op holpijp en op drogere plekken meer op heermoes. Het aantal chromosomen is 2n=216.
De plant wordt 20-85 cm hoog en heeft gladde wortelstokken. De  4-5 mm dikke, gladde tot iets ruwe stengel is vertakt en heeft 8-16 vrij duidelijke ribben. Het eerste lid van de zijtakken is ongeveer even lang als de stengelschede. De gelede stengel heeft een centrale holte waaromheen twee ringen bijholten, respectievelijk de carinale en valleculaire holte. De centrale holte is 0,5-0,25 van de doorsnede van de stengel. De bijholten zijn even groot als de centrale holte. Elke vaatbundel is omgeven door een endodermis, zodat er geen cilinder te zien is wanneer de stengel afbreekt. De bladeren zijn tot een 12 mm lange stengelschede klokvormig vergroeid en heeft 7-14 donkere, 1-3 mm lange tanden met een smalle, vliezige rand. De aren zijn meestal niet aanwezig. Als ze er wel zijn dan zijn ze 10-15 mm lang en altijd gesloten. De sporen zijn wit en verschrompeld. De plant is steriel.

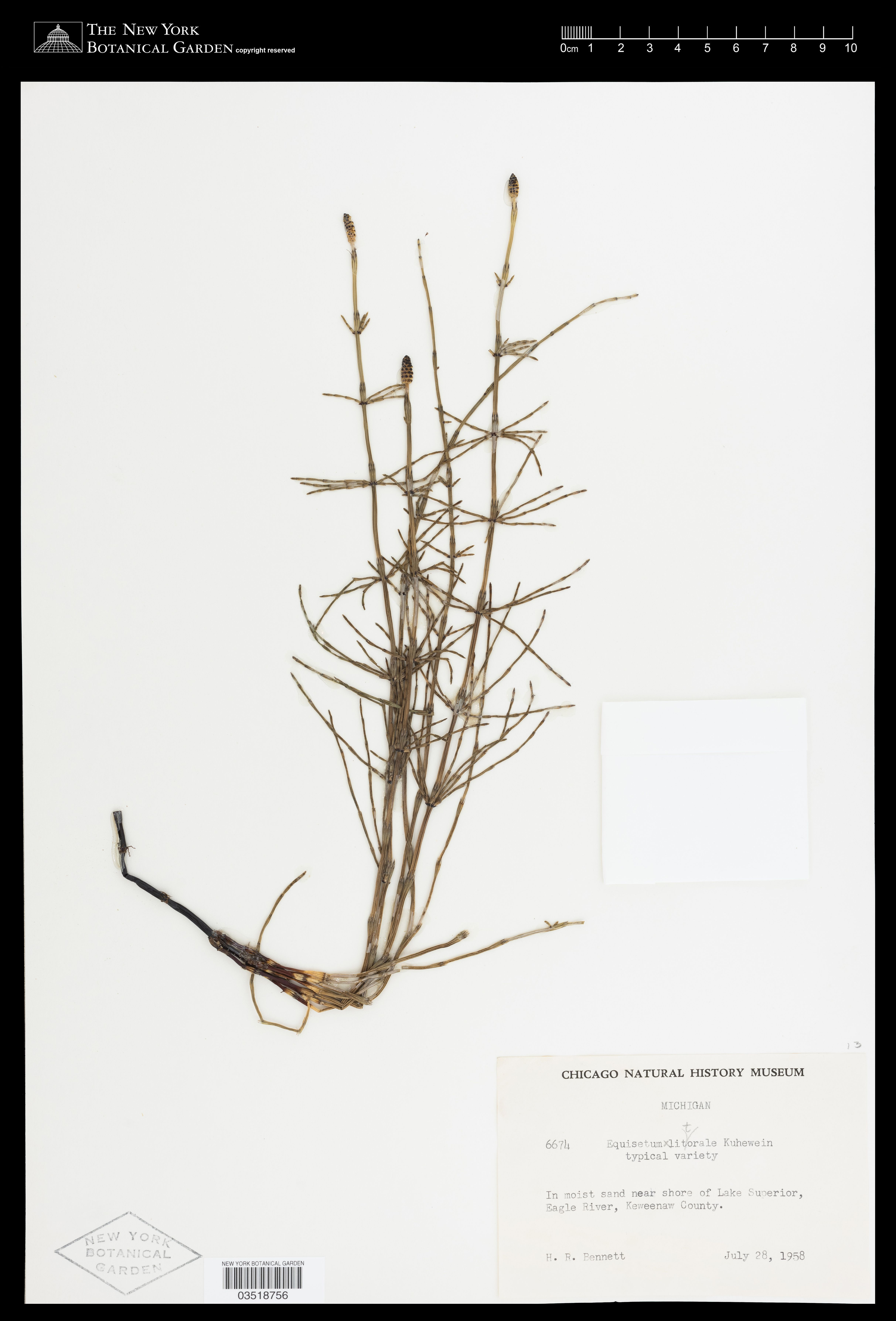
Herbarium exemplaar
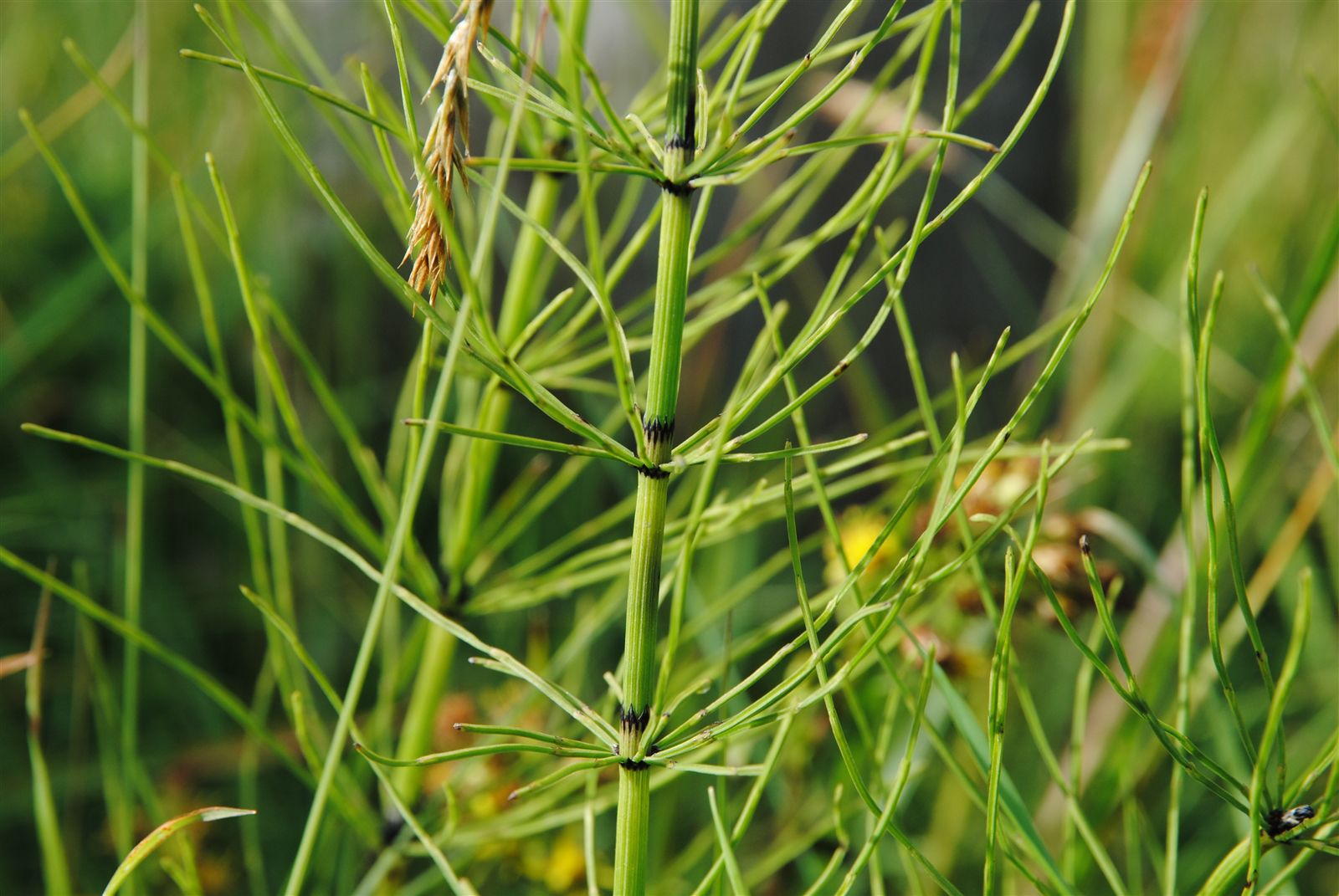
Stengel
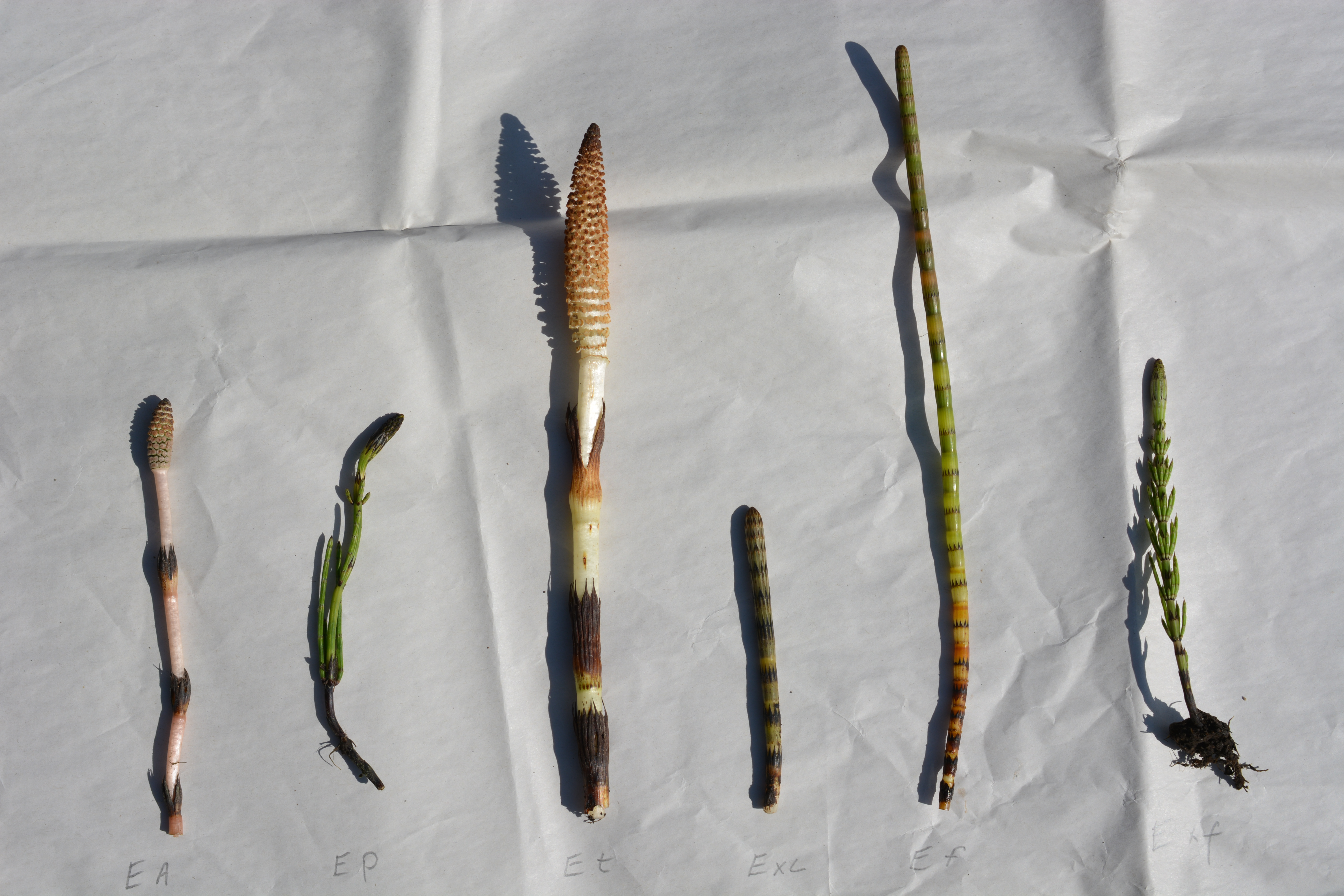
van links naar rechts: Equisetum arvense Equisetum palustre Equisetum telmateia Equisetum × litorale Equisetum fluviatile Equisetum × font-queri

Bastaardpaardenstaart staat vooral op omgewerkte plekken op zandige, vochtige grond en neemt een ecologische tussenpositie in tussen de beide oudersoorten.